# Kriegskasse
Eine Kriegskasse, auch Kriegsschatz, war von der Antike bis zur Neuzeit das Budget, aus dem ein Kriegsherr den Sold für seine Soldaten auszahlte. Gelegentlich werden auch heute noch von der Regierung bewilligte Mittel für das Führen eines Krieges so genannt. 
Über einige Kriegskassen gibt es Legenden, wie zum Beispiel über die bei Loshult erbeutete und danach verschwundene Kasse Karls XI.
In der Wirtschaft wird sowohl eine Rücklage für Rechtsstreitigkeiten wie zum Beispiel Abmahnungen als auch die Rückstellung für Unternehmensübernahmen als „Kriegskasse“ bezeichnet.

## Sonstiges
Der mehr als 2.500 Seiten starke Roman Die Liebe des Ulanen von Karl May handelt wesentlich von einer vergrabenen und wieder aufzufindenden Kriegskasse.